# Ибрагимов, Алиш Самед оглы
Алиш Ибрагимов (с отчеством — Самед оглы, азерб. Əliş Səməd oğlu İbrahimov; 1891, Джеватский уезд — ?) — советский казахстанский свекловод, Герой Социалистического Труда (1948).

## Биография
Родился в 1891 году в селе Чагар Джеватского уезда Бакинской губернии (ныне — в Имишлинском районе Азербайджана).
С 1941 года почтальон, бригадир свекловодов колхоза «Новый путь» Чуйского района Джамбулской области Казахской ССР. В 1947 году получил урожай сахарной свеклы 806 центнеров с гектара на площади 4 гектара.
Указом Президиума Верховного Совета СССР от 23 марта 1948 года Ибрагимову Алишу присвоено звание Героя Социалистического Труда с вручением ордена Ленина и золотой медали «Серп и Молот».
С 1957 года — пенсионер союзного значения, с 1966 года проживал в городе Имишли Имишлинского района Азербайджанской ССР.